# Katastrofa drogowa w Huțani
Katastrofa autobusu w Huțani – katastrofa autobusu, do której doszło 29 czerwca 1980 roku we wsi Huțani, 13 kilometrów od miasta Botoszany w Rumunii. W wyniku zdarzenia, śmierć poniosło 48 osób, a 35 zostało rannych. Do dziś jest to największa katastrofa drogowa w historii Rumunii. 
Autobus jechał z Suczawy do miasta Botoszany, jego kierowcą był Ioan Aparaschivei. Autobusem jechali głównie pracownicy fabryki w Suczawie. Pojazd był znacznie przepełniony – zamiast 40 pasażerów, jakich maksymalnie mógł zabrać, jechały w nim 83 osoby. Wynikało to z faktu, iż był koniec czerwca i w Rumunii rozpoczynały się letnie wakacje i z tego powodu wiele osób chciało się znaleźć jak najszybciej w domach i nie czekali na przyjazd kolejnego autobusu. O godzinie 14:00, gdy autobus znajdował się na moście, na prostym odcinku drogi, nagle zjechał na prawą stronę, przebił barierki i spadł do grzęzawiska. Rozbity pojazd zanurzył się na 5 metrów w wodzie. Spanikowani pasażerowie usiłowali wydostać się z przewróconego autobusu i przy tym podtapiali się nawzajem. Pomocy udzielali im przejeżdżający kierowcy − łamali gałęzie pobliskiego drzewa i wyciągali je do pasażerów, by mogli się ich chwycić i wyjść z grzęzawiska. Jeden z kierowców ruszył do pobliskiej miejscowości i zawiadomił służby ratunkowe. Kierowca autobusu − Ioan Aparaschivei poniósł śmierć, usiłując wydostać z tonącego wraku małego chłopca. Łącznie w katastrofie zginęło 48 osób. 
Informacje o katastrofie zostały zatajone przez komunistyczne władze. Rumunii dowiedzieli się o zdarzeniu z Radia Wolna Europa. Po tragedii, zapadła decyzja o zasypaniu grzęzawiska. W miejscu katastrofy, rodziny ofiar umieściły 48 krzyży, by upamiętnić bliskich, którzy zginęli. Z tego powodu, most na którym doszło do tragedii nazywany jest Mostem 48 krzyży.